# Walk the Moon (rockband)
Walk the Moon is een Amerikaanse indierockband uit Cincinnati.

## Geschiedenis
Leadzanger Nicholas Petricca begon de band in 2008, waarna er verschillende veranderingen in de bezetting plaatsvonden, voordat in 2010 de groep kwam te bestaan uit Petricca, Kevin Ray, Sean Waugaman en Eli Maiman. De naam Walk The Moon is afgeleid van het lied Walking on the Moon van The Police. In november 2010 bracht de groep zelfstandig het album i want! i want! uit, waarvan het nummer Anna Sun regelmatig op verschillende radiostations werd gedraaid. De groep tekende een contract met het platenlabel RCA Records en bracht in juni 2012 haar eerste officiële album uit, Walk the Moon.

## Leden

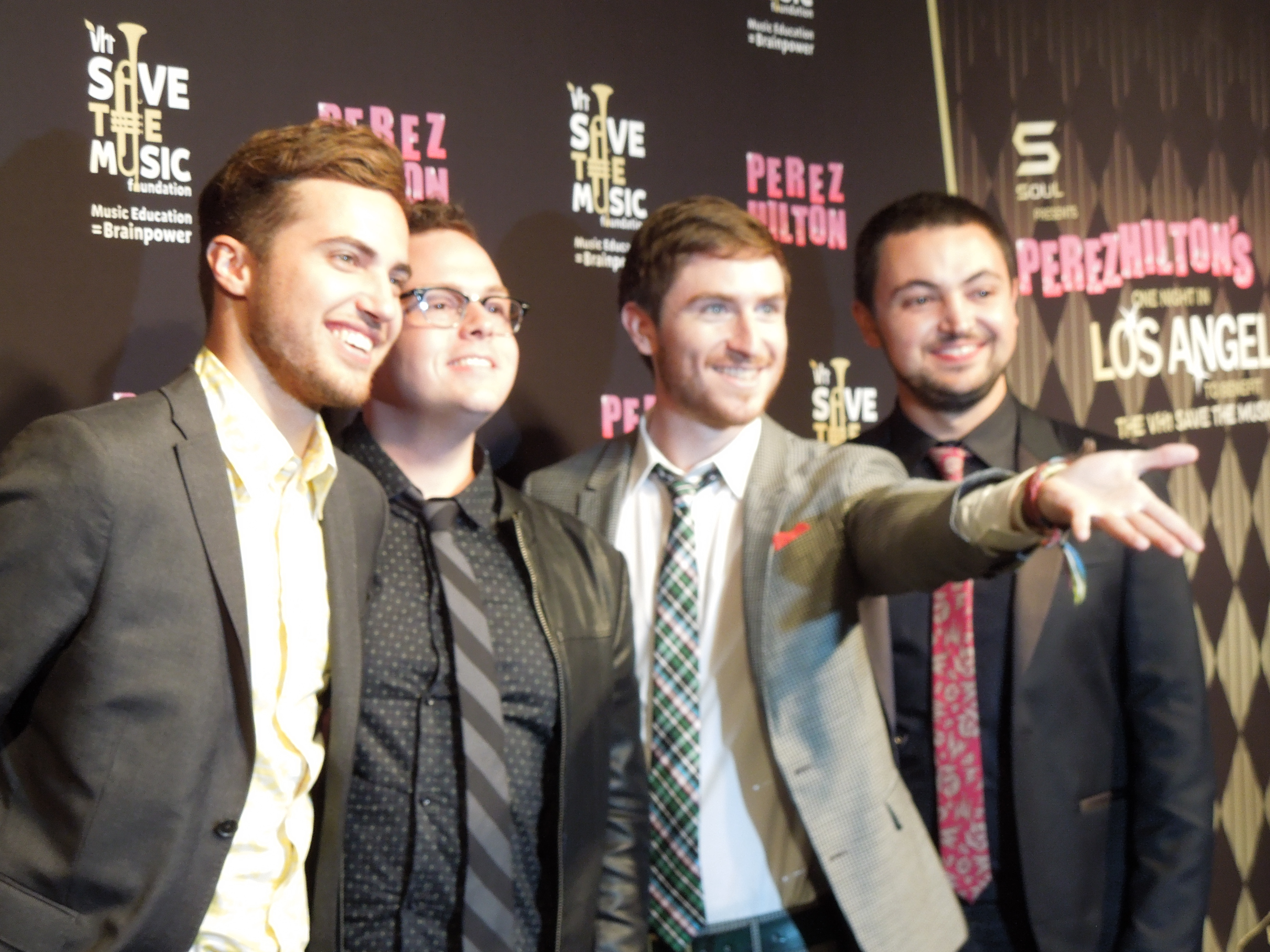
Van links naar rechts: Kevin Ray, Sean Waugaman, Nicholas Petricca, Eli Maiman

- Nicholas Petricca: leadzang, keyboard, synthesizer, bass drum.
- Sean Waugaman: drums, zang.
- Eli Maiman: gitaar, zang.

## Discografie

### Albums
- The Other Side: B-Sides and Rarities (2009, zelfstandig uitgebracht)
- i want! i want! (2010, zelfstandig uitgebracht)
- Walk the Moon (2012, RCA)
- Talking Is Hard (2014, RCA)
- What If Nothing (2017, RCA)
- Heights (2021, RCA)

### Extended plays
- The Anthem EP (2008)
- Anna Sun (2012)
- iTunes Festival: London 2012 (2012)
- Tightrope (2013)
- Different Colors EP (2015)

## Hitlijsten

### Singles
| Jaar | Nummer    | Hitnoteringen  | Hitnoteringen | Hitnoteringen      | Album         |
| Jaar | Nummer    | VS Alternatief | VS Rock       | Canada Alternatief | Album         |
| ---- | --------- | -------------- | ------------- | ------------------ | ------------- |
| 2012 | Anna Sun  | 10             | 20            | 39                 | Walk the Moon |
| 2012 | Tightrope | 15             | 48            | 45                 | Walk the Moon |

| Single met eventuele hitnotering(en) in de Nederlandse Top 40 | Datum van verschijnen | Datum van binnenkomst | Hoogste positie | Aantal weken | Opmerkingen                 |
| ------------------------------------------------------------- | --------------------- | --------------------- | --------------- | ------------ | --------------------------- |
| Shut Up and Dance                                             | 10-09-2014            | 20-12-2014            | 22              | 12           | Nr. 28 in de Single Top 100 |

### NPO Radio 2 Top 2000
| Nummer met noteringen in de NPO Radio 2 Top 2000 | '15  | '16  | '17  | '18  | '19  | '20  | '21  | '22  | '23  | '24  |
| ------------------------------------------------ | ---- | ---- | ---- | ---- | ---- | ---- | ---- | ---- | ---- | ---- |
| Shut Up and Dance                                | 1270 | 1640 | 1457 | 1785 | 1833 | 1926 | 1785 | 1714 | 1708 | 1525 |

1. ↑  Een vetgedrukt getal geeft de hoogste notering aan.
2. ↑  2015 was het eerste jaar met een notering voor dit nummer.